# Czwirki
Czwirki (biał. Чвіркі), także Ćwirki – wieś na Białorusi w rejonie kamienieckim obwodu brzeskiego. Miejscowość wchodzi w skład sielsowietu Dmitrowicze.
Czwirki leżą 500 m na północny wschód od drogi objazdowej terytorium Puszczy Białowieskiej P98, 600 m na północny wschód od rzeki Policzna, 27 km na północny zachód od Kamieńca, 61 km na północ od Brześcia, 31 km na północny wschód od stacji kolejowej Wysoka-Litowsk na linii Brześć-Białystok.